# Behistuninskriften
Behistuninskriften (Behistãn, även Behistun, Bisotun, Bisitun eller Bisutun, nypersiska: بیستون Bisutun ; fornpersiska: Bagaçtana, vilket betyder "Gudarnas boning") är en samling kilinskrifter och skulpturarbeten på en klippvägg i byn Behistun, nära staden Kermanshah i västra Iran. Den är för kilskriften vad Rosettastenen är för de egyptiska hieroglyferna: det viktigaste dokumentet för att dechiffrera ett förlorat skriftsystem.
Inskriptionerna omfattar tre versioner av samma text, skriven på tre olika kilskriftsspråk: fornpersiska, elamitiska och akkadiska (babylonisk-assyriska). En brittisk arméofficer, Sir Henry Rawlinson, var den första att översätta den fornpersiska kilskriften 1838. De elamitiska och babyloniska texterna översattes av Rawlinson och andra efter 1843. Babyloniskan var en senare form av akkadiska, ett semitiskt språk.
Inskriptionens text är en berättelse om den forna persiske kungen Dareios I, skriven tre gånger på tre olika skriftspråk: två språk sida vid sida, fornpersiska och elamitiska, samt babyloniska ovanför dessa två. Dareios styrde det Persiska riket från år 521 f.Kr. till 486 f.Kr. Omkring år 515 f.Kr., ordnade han, för inskriptionerna, en lång berättelse om sitt tillträde, för att skrivas in i en klippa nära dagens samhälle Behistan, vid foten av Zagrosbergen i Iran.

## Inskriptionerna

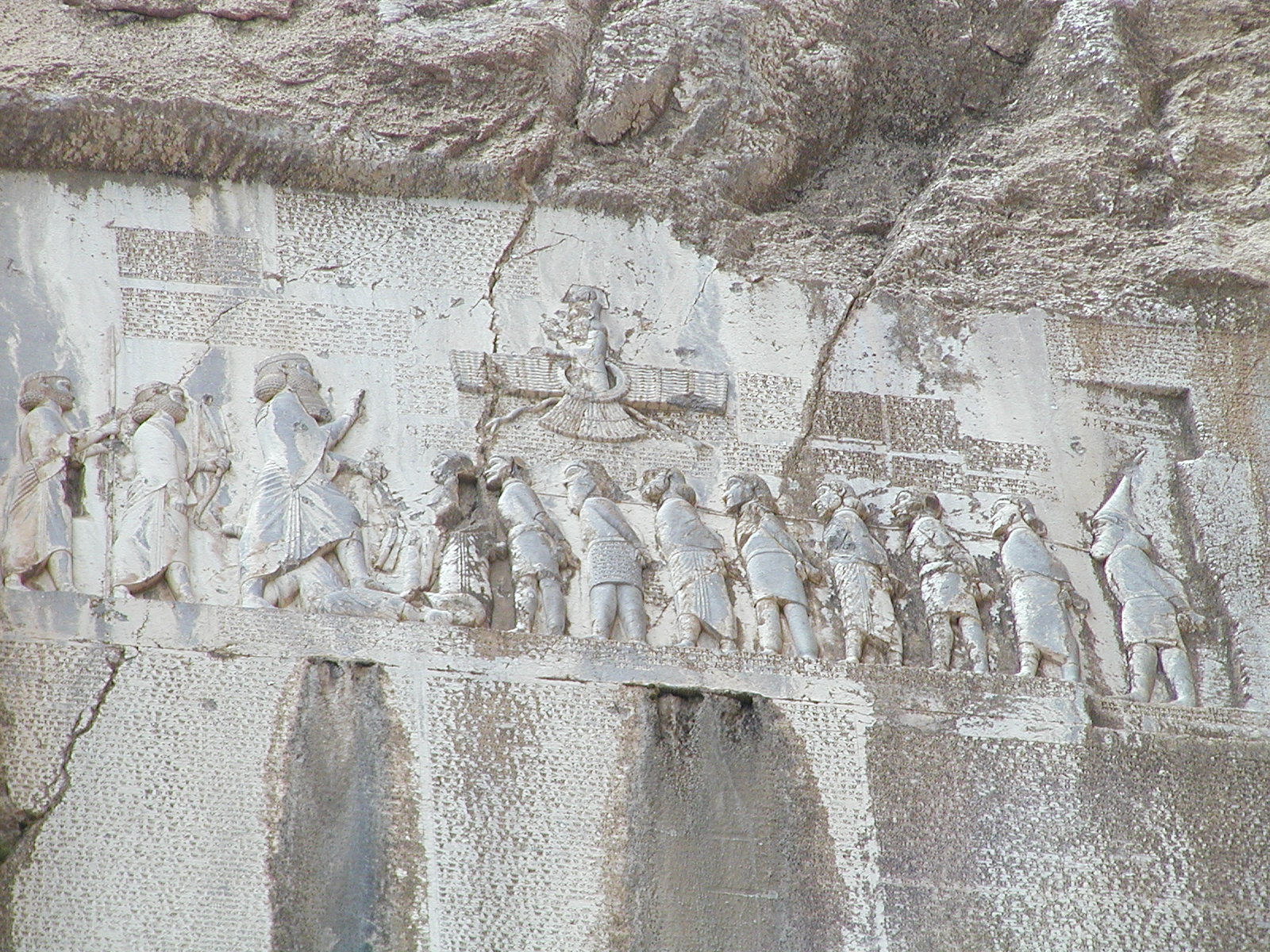
Närbild på inskriptionerna.

Dareios lät hugga in inskriptionerna för att föreviga de tilldragelser, som utmärkte hans uppstigande på akemenidernas tron, och de strider han hade utkämpat innan han tryggat besittningen av kronan. Ytan är ungefär 15x25 meter och är huggen 100 meter upp på en kalkstensklippa intill en uråldrig väg som knöt samman Babyloniens och Mediens båda huvudstäder. Platsen är extremt svår att nå då bergssidan togs bort för att göra inskriptionerna mer synliga efter färdigställandet.
Den fornpersiska texten innehåller 414 rader på 5 kolumner. Till vänster om denna text befinner sig de tre kolumner som innehåller den elamitiska översättningen på 593 rader.
Ovanför är den babylonisk-assyriska översättningen skriven på 112 rader, vilka tar upp två sidor av en vinkel av klippan, men den sida som innehåller början av raderna är förstörd så att man endast har slutraderna av denna text kvar.
Till höger om den sistnämnda finns basrelieferna som illustrerar Dareios, i naturlig storlek, hållande en båge som ett tecken på sin kunglighet, med sin vänstra fot på bröstet av en figur som ligger på rygg framför honom. Den utsträckta figuren anses vara Gaumata, en präst tillhörande folkgruppen mager som berättelsen hävdar hade försökt ta makten genom att låtsas vara prins Bardiya (Smerdis av Persien), en man som sägs ha mördats av brodern Kambyses. Dareios följs till höger av två tjänare och nio en meter höga människor avbildas till höger, med händerna bundna och med rep kring sina halsar, vilka representerar de folk Dareios I besegrat. En Farvahar tronar ovanför och ger sin välsignelse till kungen. En figur ser ut att blivit tillagd efter att det andra var färdigställt, vilken (märkligt nog) tycks vara Dareios skägg, det är ett separat stenblock ditsatt med järnspikar och bly. Farvaharen symboliserar förmodligen kungaglansen (fornpersiska: farnah).
Man tror att Dareios placerade inskriptionerna på en onåbar position för att förhindra ändringar. Läsmöjligheten kom i andra hand: texten är helt oläslig från marknivån. Persiska kungen räknade inte med skapandet av en vattendamm vid botten av klippan, vilken ökade trafiken i området. En del figurer har fått svåra skador.

## Före dechiffreringen

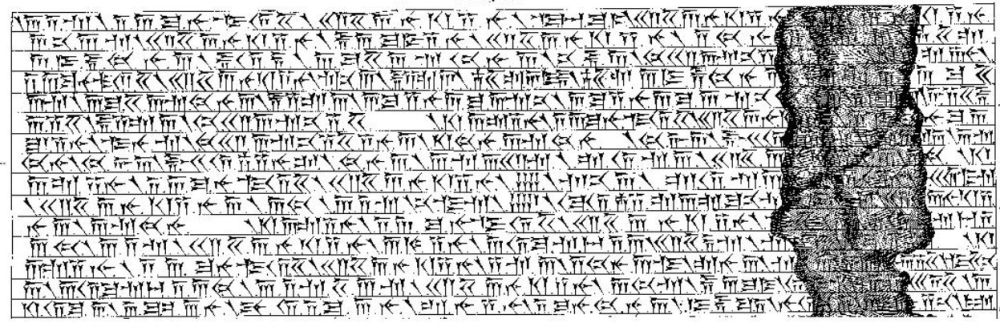
Kolumn 1 (DB I 1-15), skiss av Friedrich von Spiegel (1881)

Det första historiska omnämnandet av inskriptionen är av greken Ktesias av Knidos, som skrev om dess existens omkring 400 f.Kr., och nämnde en källa och en trädgård nära inskriptionerna som av drottning Semiramis av Babylon tillägnats Zeus (grekiska analogin av Ahura Mazda). Tacitus nämner också inskriptionerna och ger även en beskrivning av några sedan länge förlorade underordnade monument vid klippans fot, inklusive ett altare till Hercules. Vad som blivit upptäckt av dessa, inklusive en staty från år 148 f.Kr. är i överensstämmelse med Tacitus beskrivning. Diodorus Siculus skriver också om "Bagistanon" och hävdar att det var drottning Semiramis som lät göra inskriptionerna.
Efter Persiska riket och dess tronföljares fall samt efter att användningen av kilskriften upphört, glömdes inskriptionernas ursprung bort och olika fantasifulla historier blev normen. Istället för att ge Dareios, en av de första härskarna av Persien, äran för inskriptionerna, trodde man i flera hundra år att inskriptionerna var från Khosrau II:s regeringstid, det vill säga en av de sista härskarna.
En legend uppkom som sade att de hade skapats av Farhad, Chosroes fru Shirins älskare. För sin överträdelse hade Farhad getts uppgiften att på platsen hugga bort berget för att finna vatten. Om han lyckades, skulle han ges tillåtelse att gifta sig med Shirin. Efter många år och att ha tagit bort halva berget, fann han vatten, men blev informerad av Chosroes att Shirin hade dött. Han blev då galen, kastade sin yxa nedför kullen, kysste marken och dog. Det berättas i boken Chosroes och Shirin att hans yxa var gjord av granatäpple, och att där han kastat yxan växte ett granatäppelträd upp med frukt som kunde bota sjukdomen. Shirin var förstås inte död, utan sörjer när hon får höra nyheten.

## Översättning
Inskriptionen noterades i mitten av 800-talet av den arabiske resenär Ibn Hawqal, som tolkade figurerna som en lärare som straffar sina elever. Det var inte förrän 1598, när engelsmannen Robert Sherley såg inskriptionerna under ett diplomatiskt uppdrag till Persien på uppdrag av Österrike, som inskriptionen först uppmärksammades av västeuropeiska lärda. Hans sällskap drog slutsatsen att det var en avbildning av Kristi himmelsfärd med en inskription på grekiska.
Bibliska misstolkningar av européer tillhörde vanligheten under de följande två århundradena. Den franska generalen Gardanne ansåg att det var Kristus med sina tolv apostlar som avbildats och Robert Ker Porter trodde det var Israels tolv stammar och Salmaneser I. Den italienska upptäckaren Pietro della Valle besökte inskriptionerna under en pilgrimsresa omkring år 1621. Den tyske resenären Carsten Niebuhr besökte platsen omkring 1763 under sin upptäcktsresa i Arabien och Mellanöstern på uppdrag av Fredrik V av Danmark. Han publicerade en avskrift av inskriptionerna i en sammanfattning av sina resor 1777. Niebuhrs avskrivningar användes sedan av Georg Friedrich Grotefend och andra i deras försök att dechiffrera fornpersiskans kilskrift. Grotefend hade år 1802 dechiffrerat tio av 37 fornpersiska tecken.
1835, var sir Henry Rawlinson, en officer i det brittiska Ostindiska kompaniets armé, kommenderad till styrkorna i Shah i Persien. Han började studera inskriptionerna på allvar. När samhället Bisutuns namn angliserades till "Behistun", blev monumentet känt som "Behistuninskrifterna". Trots deras oåtkomlighet, klarade Rawlinson att ta sig uppför klipporna och gjorde en kopia av de fornpersiska inskrifterna. Elamitiskan satt ovanför en klyfta, och babyloniskan ytterligare fyra meter högre; båda var för svåra att nå och lämnades till senare.
Med den persiska texten och med omkring en tredjedel av tecknen, som gjorts tillgängliga för honom genom Grotefends arbete, började Rawlinson arbetet med att dechiffrera texten. Tursamt nog innehöll den första delen av texten en lista på samma persiska kungar som hittats i Herodotos i sin ursprungliga persiska form till skillnad från Herodotos grekiska translitterering. Till exempel skrevs Dareios ursprungligen "Dâryavuš" istället för på grekiska "Δαρειος". Genom att matcha namnen och tecknen kunde Rawlinson till år 1838 dechiffrera kilskriftstypen som användes i fornpersiskan. Han presenterade sina resultat för Royal Asiatic Society i London och Société Asiatique in Paris.
Under en tid var Rawlinson stationerad i Afghanistan, men återvände till platsen 1843. Han tog sig först förbi en klyfta mellan de persiska och elamitiska inskriptionerna genom att lägga ut plankor i mellanrummet, och skrev därefter av den elamitiska inskriptionen. Han lyckades sedan hitta en lokal företagare och fick honom att klättra uppför en spricka i klippan och spänna rep över den babyloniska texten, så att avgjutningar i papier-mâché kunde skapas. Rawlinson, Edward Hincks, Julius Oppert, William Henry Fox Talbot och Edwin Norris arbetade därefter, antingen enskilt eller i samarbete med varandra, och lyckades till slut dechiffrera inskriptionerna.
Den elamitiska texten utgavs av Edwin Norris (Asiatic Soc. 1853) och Oppert (Le peuple et la langue des médes, 1879) och den babyloniska, som även utgivits av Rawlinson, har analyserats av Oppert i hans Expedition en Mésopotamie, del II (1864). Utom dessa inskrifter av Dareios har senare konungar nedtill låtit hugga in texter på pehlevi och grekiska, vilka först publicerats av Silvestre de Sacy. Sacy var en berömd fransk orientalist, skrev bland annat Mémoire sur les monuments et inscriptions de Kirman-shah ou Bisutun (1815) där han beskriver Behistuninskriften.
Möjligheten att läsa fornpersiska, elamitiska och babyloniska var ett avgörande steg som gjorde assyriologi till ett modernt vetenskapsområde.

## Efter Rawlinson
Senare expeditioner, år 1904, sponsrade av British Museum och lett av Leonard William King och Reginald Campbell Thompson och 1948 av George G Cameron från University of Michigan, tog fotografier och gjorde avgjutningar och noggrannare transkriptioner av texterna, inklusive passager som inte kopierats av Rawlinson. Det blev också uppenbart att regnvatten hade löst upp några områden på kalkstenen där text är inskriven och lämnat nya spår av kalksten över andra områden som där täckt över texten.

## Världsarv
Monumentet utsattes för svåra skador från soldater som använde det för målövning under andra världskriget. På senare år har iranska arkeologer genomfört konserveringsarbeten. Platsen blev ett världsarv år 2006. Motiveringen för detta löd:
| ” | kriterium ii: Monumentet skapat av Dareios I den store i Bisotun år 521 f.Kr. utgör ett enastående vittnesbörd för viktiga växlingar av mänskliga värderingar vad gäller utvecklingen av monumental konst och skrift. Den symboliska representationen av akemenidiska kungar i relation till sin fiende reflekterar traditioner i monumentala basreliefer som daterar sig från antikens Egypten och mellanöstern, och som följaktligen vidareutvecklades under akemeniderna och senare imperier. | „ |

| ” | kriterium iii: Platsen för Bisotun ligger längs en av huvudvägarna som binder samman Persien med Mesopotamien och associeras med det heliga berget Bisotun. Det finns arkeologiska lämningar som visar på mänsklig bosättning från förhistorisk tid, där den mest signifikanta perioden var från 600-talet f.Kr. till 500-talet e.Kr. Bisotuninskriptionerna är unika då de är de enda kända monumentala texterna av akemeniderna som dokumenterar specifika historiska händelser, det om återbildandet av imperiet av Dareios I den store. Det var den första kilskriften som dechiffrerades på 1800-talet. | „ |